# 広東外語外貿大学
広東外語外貿大学（かんとんがいごがいぼうだいがく、英語: Guangdong University of Foreign Studies）は、中華人民共和国広東省広州市白雲区白雲大道2号に本部を置く中国の外国語大学。1965年創立、1995年大学設置。大学の略称は広東外大、広外、GDUFS。

## 概観
中国広東省の重点大学であり、1995年大学設置以来、外国語学科のみの単科大学から段階的に人文社会科学系の総合大学に発展している。国際的な人材育成、外国言語学・外国文学研究、グローバル経済ガバナンス、渉外法学研究、中華文化国際コミュニケーションの五つの領域に注力している。2024年5月時点で、全日制学部生は20,791人、大学院生は5,907人、外国人留学生は576人在籍。

## 沿革

### 略歴
広東外語外貿大学の前身は、1964年11月に設立され、1965年7月に正式に学生を募集した広州外国語学院（1970年10月から1977年11月まで「広東外国語学院」と称されていた）と、1980年12月に設立された広州対外貿易学院である。1995年5月、両校の統合により、広東外語外貿大学が創立された。2008年10月、広東外語外貿大学は、1996年4月に設立された広東財経職業学院（1996年4月から2001年7月まで「広東財税高等専門学校」と称されていた）を併合した。

### 年表
- 1964年 - 広州外国語学院の設立が承認。[3]
- 1965年 - 広州外国語学院は学生募集を開始。[3]
- 1970年 - 広東省革命委員会は中山大学外国語学部（英語、フランス語、ドイツ語、ロシア語専攻）、暨南大学外国語学部（英語、ロシア語専攻）と外貿学部及び広州外国語学校を広州外国語学院に統合し、同時に「広州外国語学院」の名称を「広東外国語学院」に改称。[5]同年、日本語系（日本語学科）を設置。[4][6]
- 1977年 - 学院は「広州外国語学院」に復名。
- 1980年 - 中国国務院の承認を受け、広州対外貿易学院が設立。[3]
- 1981年 - 広州外国語学院の言語学・応用言語学、英語言語文学の2つの分野が修士号授与権[注 1]を獲得。[7]
- 1986年 - 広州外国語学院の言語学・応用言語学の分野が博士号授与権を獲得。[7]
- 1995年 - 広東省人民政府は広州外国語学院と広州対外貿易学院を統合し、広東外語外貿大学を設立。[3]
- 1997年 - 国際経済貿易学院（経済貿易学院）を設置。[8]
- 2000年 - 国際法学院（法学院）が設立。[9]外国言語学・応用言語学研究センターが教育部人文社会科学重点研究基地に選定。[10]
- 2003年 - 広州大学城に南キャンパスを開設。[11]

- 2005年 - 高級翻訳学院、中国言語文化学院、ジャーナリズム・コミュニケーション学院、芸術学院を設立。基礎英語学院は英語教育学院に改称。
- 2008年 - 広東財経職業学院を併合。[4]
- 2009年 - 大学関係のシンクタンクである広東国際戦略研究院が設立。[4]
- 2014年 - 金融学院、会計学院、商学院を設立。[12][13][14]
- 2018年 - 応用経済学分野は博士号授与権を獲得し、初めての非言語学・文学博士号授権分野となった。[8]同年、日本語言語文化学院、国際関係学院、数学・統計学院を設立。[6][15][16]
- 2021年 - 法学博士号授与権を獲得。[9]

## 組織構成

### 学院・コース
| - 言語学・文学・人文科学 - 英語言語文化学院 - 英語 - 英語教育学院 - 教育学 - 英語（師範） - 国際商務英語学院 - 国際商務 - 国際経済法 - ビジネス英語 - 西方言語文化学院 - ドイツ語 - ポーランド語 - フランス語 - イタリア語 - スペイン語 - ポルトガル語 - ロシア語 - セルビア語 - 日本語言語文化学院 - 日本語 - 東南アジア学院 - インドネシア語 - マレーシア語 - フィリピン語 - タイ語 - ラオス語 - ベトナム語 - カンボジア語 - アジア・アフリカ言語文化学院 - 朝鮮語 - ヒンディー語 - ウルドゥー語 - アラビア語 - ペルシア語 - トルコ語 - 高級翻訳学院 - 翻訳学 - 中国言語文化学院 - 国際中国語教育 - 漢言語文学 - ジャーナリズム・コミュニケーション学院 - ジャーナリズム - インターネット・新メディア | - 法学・政治学・社会学 - 法学院 - 法学 - 区域・国別学院 - 国際政治学 - 外交学 - 国際組織・グローバルガバナンス - 社会・公共管理学院 - ソーシャルワーク - 心理学 - 行政管理 - 公共管理 - マルクス主義学院（大学院課程のみ） - 中国近代・現代歴史問題研究 - マルクス主義理論研究 - マルクス主義中国化研究 - 思想と政治教育研究 - 経済学・経営学 - 経済貿易学院 - 経済学 - 国際経済・貿易 - 財政学 - 税収学 - 金融学院 - 金融学 - 金融工程 - 保険学 - 商学院 - ビジネス管理 - 人事労務管理 - マーケティング - サプライチェーン・マネジメント - 電子商取引 - 会計学院 - 財務管理 - 会計学 - 監査学 | - 理学 - 数学・統計学院 - 応用数学 - 統計学 - 工学 - 情報科学技術学院 - コンピュータ科学 - ソフトウェア工学 - サイバーセキュリティ - 芸術学 - 芸術学院 - デザイン学 - 音楽パフォーマンス - ダンスパフォーマンス |

### 研究機関
- 外国言語学・応用言語学研究センター
- 広東国際戦略研究院[注 2]
- カナダ研究センター
- 外国文学文化研究院
- 翻訳学研究センター
- 国際経済貿易研究院
- 区域法治研究院
- 金融開放・資産管理研究センター
- 国際M&A・イノベーション戦略研究センター
- 粤港澳大湾区研究院　[18]

## 施設

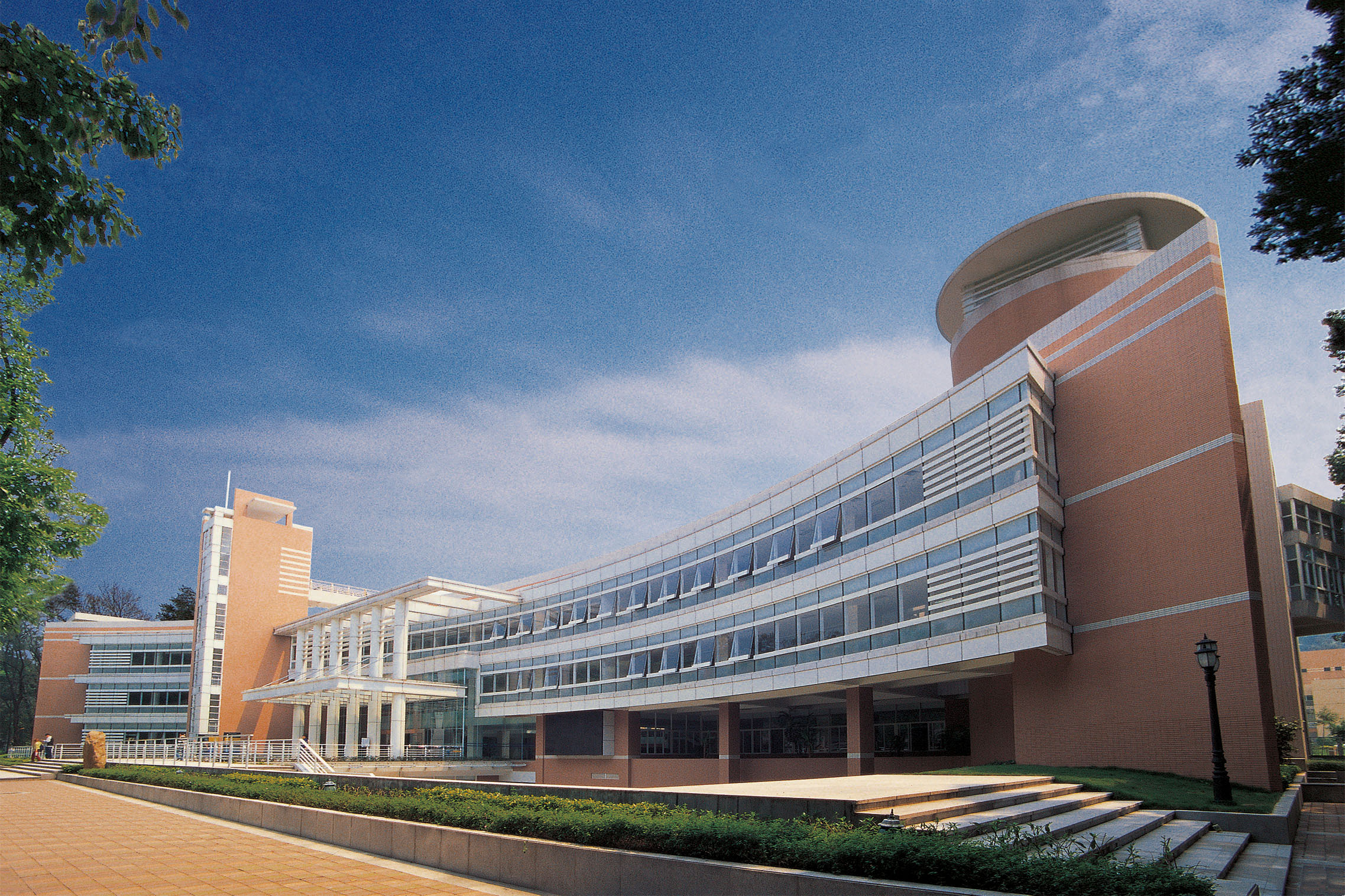
図書館（白雲山キャンパス）

### キャンパス
中国南部の大都会の広州に位置し、三つのキャンパスを有している。その中、白雲山キャンパスは広州市の白雲山北麓にあり、面積は62.6ヘクタール。大学城キャンパスは広州大学城に位置し、面積は73ヘクタール。また、大朗キャンパスは広州市大朗にあり、面積は17.2畝。白雲山キャンパスでは主に言語学・文学学科が設置され、大学城キャンパスでは法学、経済学、経営学、工学、芸術学などの言語学・文学以外の学科が設置され、大朗キャンパスは主に短期大学および専門課程の学生を育成するために使用されている。
- 最寄り駅：
  - 北キャンパス（白雲山キャンパス）：江夏、蕭岡
  - 南キャンパス（大学城キャンパス）：大学城北、深井

### その他の施設
- 広東外語外貿大学国際湾区研究院（深圳市）[19]
  - 使用研究機関：粤港澳大湾区研究院

## 対外関係

### 国際交流
オープンな教育方針を採用し、「国際交流協力PRIME」プランを実施することにより、国際教育協力と交流の強化を目指している。現在、アメリカ、イギリス、フランス、ドイツ、イタリア、カナダ、スペイン、フィンランド、オーストラリア、ロシア、日本、韓国など、60を超える国・地域の481の大学や研究機関と協力関係を築いています。
日本の提携大学としては上智大学、早稲田大学、立命館大学などがある。
また、札幌大学孔子学院を含む7つの海外孔子学院および孔子教室を設立している。

### 日本との関係
1970年に日本語学科が設置され、今日本の学部に相当する構成単位とした日本語言語文化学院が有している。日本語言語文化学院は日本語を中心に国際交流の円滑な推進を図っている。学院は広島大学、千葉大学、埼玉大学、立命館大学、神奈川大学、城西大学、武蔵野大学、札幌大学、杏林大学、京都外国語大学、阪南大学、京都女子大学、神戸女学院大学、創価大学など、15校の日本の大学と、国立釜慶大学や東西大学校など2校の韓国の大学と、学術協力交流協定を締結した。これには、共同育成プログラム、交換留学生プログラム、研修派遣プログラム、日本言語文化短期研修プログラムなどが含まれている。
- 2008年、日本語学科の郭存智教授は日中関係の発展に長年貢献したことが評価され、旭日章（旭日小綬章）を受章した。[23][24]

- 2011年より、立命館大学との間で「キャンパスアジアプログラム」を開設し、両大学の学生が共同で互いのキャンパスを行き来しながら学んでいる。

## 世界ランキング

### 綜合ランキング
- QS アジア大学ランキング　#501-520 (2025) [25]
- US News 世界大学ランキング　#996 (2025) [26]
- ARWU 世界大学ランキング　#901-1000 (2023) [27]

### 研究分野別ランキング
- QS 研究分野別・世界大学ランキング　言語学：#101-150（2025）[28]
- QS 研究分野別・世界大学ランキング　言語学：#201-250（2024）[29]
- QS 研究分野別・世界大学ランキング　英語言語・文学：#251-300（2025）[30]
- QS 研究分野別・世界大学ランキング　英語言語・文学：#251-300（2023）[31]
- ARWU 研究分野別・世界大学ランキング　教育学：#301‐400（2023）[32]
- ARWU 研究分野別・世界大学ランキング　経済学：#401‐500（2023）[32]
- U.S.News 研究分野別・世界大学ランキング　芸術と人文科学：#215（2024） [33]
- U.S.News 研究分野別・世界大学ランキング　経済とビジネス：#323（2024） [33]

## 有名人

### 出身者

#### 学者
- 黄国文：1977年英語学科卒業、元中山大学外国語学院教授
- 王輝耀：1982年英語学科卒業、グローバル化シンクタンク（CCG）理事長、中国国務院参事、中国欧米同窓会副会長、西南財経大学開発研究院院長
- 李瑾：1982年ドイツ語学科卒業、ブラウン大学教育学部教授[34]
- 区建英：1982年日本語学科卒業、新潟国際情報大学国際学部教授[35]
- 何茂春：1985年フランス語学科卒業、中国国務院参事、清華大学社会科学院国際関係学教授、清華大学経済外交研究センター主任
- 董燕萍：1997年外国言語学・応用言語学博士課程修了、浙江大学外国語学院院長（学部部長）
- 何蓮珍：1998年外国言語学・応用言語学博士課程修了、浙江大学副学長
- 于国棟：1998年外国言語学・応用言語学博士課程修了、中国海洋大学外国語学院院長（学部部長）
- 陳新仁：2000年外国言語学・応用言語学博士課程修了、南京大学外国語学院教授
- 林琳：2005年法学学科卒業、シンガポール国立大学法学部准教授[36]

#### 外交官
- 隋翬：1976年フランス語学科卒業、国際連合工業開発機関（UNIDO）の執行官であり、元在ギリシャ中国大使館の商務参事官、中国商務部外事司長なども務めていた
- 王超：1982年英語学科卒業、元中国外交副部長、第12回全国人民代表大会外事委員会副主任委員
- 李曉駟：1983年ドイツ語学科卒業、元在オーストリア中国大使館大使。
- 何平：1985年日本語学科卒業、元在新潟中国総領事館総領事。

### 教職員
- 梁宗岱：詩人と翻訳者、元フランス語の教授
- 桂詩春：中国の外国言語学・応用言語学学科分野の主要な提唱者と創始者、元言語学の教授
- 李筱菊：外国語教育家、元英語学科の教授
- 黄建華：元学長、フランス語の教授
- 何自然：元言語学の教授